# Zygaena osterodensis
Zygaena osterodensis је врста инсекта из реда лептира (Lepidoptera), који припада породици Zygaenidae.

## Опис
Овај ноћни лептир као и цела породица Zygaenidae активан је искључиво дању. Распон крила је до 35 мм. Боја тела и предњих крила је црна, са црвеним мрљама које се скоро увек спајају једна у другу и формирају две паралелне пруге. Задња крила су црвена са црним рубом. Гусенице нарасту до 20 мм. У почетним стадијумима гусеница је сива са црним мрљама, док је касније основна боја жута. Лутка се налази унутар бело-сребрне чауре.

## Распрострањење и станиште
Врста се може наћи у континенталном делу Европе све до југа Шпаније, Италије и Грчке. На исток преко Русије и Кавказа стиже до Бајкалског језера. У Србији везана је за планински регион. Насељава шумске чистине, шумске путеве, осунчане делове шума, углавном преферира кречњак.

## Биологија
Одрасле јединке лете искључиво дању у јуну и јулу. Гусенице се могу наћи у августи, као и на пролеће након хибернације. Одрасли се хране некатаром и поленом различитих цветова, док гусенице једу врсте из родова Lathyrus, Vicia, најчешће су то: Lathyrus vernus и Vicia cracca. У науци је забележен велики број подврста. 

## Синоними
- Zygaena divisa Reiss, 1930
- Zygaena minos subsp. schultei Dujardin, 1956
- Zygaena scabiosae (Scheven, 1777)
- Zygaena scabiosae subsp. eupyrenaea Burgeff, 1926
- Zygaena scabiosae subsp. osterodensis Reiss, 1921
- Zygaena scabiosae subsp. valida Burgeff, 1926

## Подврсте
- Zygaena osterodensis subsp. altaica Holik & Sheljuzhko, 1955
- Zygaena osterodensis subsp. asiatica Burgeff, 1926
- Zygaena osterodensis subsp. austrocarpathica Holik, 1942
- Zygaena osterodensis subsp. bitlisica Reiss, 1976
- Zygaena osterodensis subsp. budensis Holik, 1942
- Zygaena osterodensis subsp. cantabrica Marten, 1957
- Zygaena osterodensis subsp. caucasi Burgeff, 1926
- Zygaena (Zygaena) osterodensis subsp. curvata Burgeff, 1926
- Zygaena osterodensis subsp. droiti Le Charles, 1960
- Zygaena (Zygaena) osterodensis subsp. eupyrenaea Burgeff, 1926
- Zygaena osterodensis subsp. expansa Le Charles, 1957
- Zygaena osterodensis subsp. filipjevi Holik, 1939
- Zygaena osterodensis subsp. goriziana Koch, 1937
- Zygaena osterodensis subsp. haegeri Reiss, 1941
- Zygaena osterodensis subsp. hassica Burgeff, 1926
- Zygaena osterodensis subsp. ikizderica Reiss & Reiss, 1972
- Zygaena osterodensis subsp. irpenjensis Holik & Reiss, 1932
- Zygaena osterodensis subsp. kenteina Burgeff, 1926
- Zygaena osterodensis subsp. kessleri Reiss, 1950
- Zygaena (Zygaena) osterodensis subsp. koricnensis Reiss, 1922
- Zygaena osterodensis subsp. ladina Holik, 1944
- Zygaena osterodensis subsp. leridana Marten, 1957
- Zygaena osterodensis subsp. lineata Reiss, 1933
- Zygaena osterodensis subsp. masoviensis Reiss, 1941
- Zygaena osterodensis subsp. matrana Burgeff, 1926
- Zygaena (Zygaena) osterodensis subsp. mentzeri Reiss & Reiss, 1972
- Zygaena (Zygaena) osterodensis subsp. osterodensis Reiss, 1921
- Zygaena osterodensis subsp. polonia Przegendza, 1933
- Zygaena osterodensis subsp. praecarpathica Holik, 1942
- Zygaena (Zygaena) osterodensis subsp. saccarella Balletto & Toso, 1978
- Zygaena osterodensis subsp. saratovensis Holik & Sheljuzhko, 1955
- Zygaena (Zygaena) osterodensis subsp. schultei Dujardin, 1956
- Zygaena osterodensis subsp. sibirica Holik & Sheljuzhko, 1955
- Zygaena osterodensis subsp. tenuicurva Burgeff, 1926
- Zygaena (Zygaena) osterodensis subsp. trimacula Le Charles, 1957
- Zygaena (Zygaena) osterodensis subsp. valida Burgeff, 1926
- Zygaena (Zygaena) osterodensis subsp. validior Burgeff, 1926
- Zygaena osterodensis subsp. vosegiensis Le Charles, 1960
- Zygaena osterodensis subsp. warszawiensis Holik, 1939